# کمپ اصلی مریخ

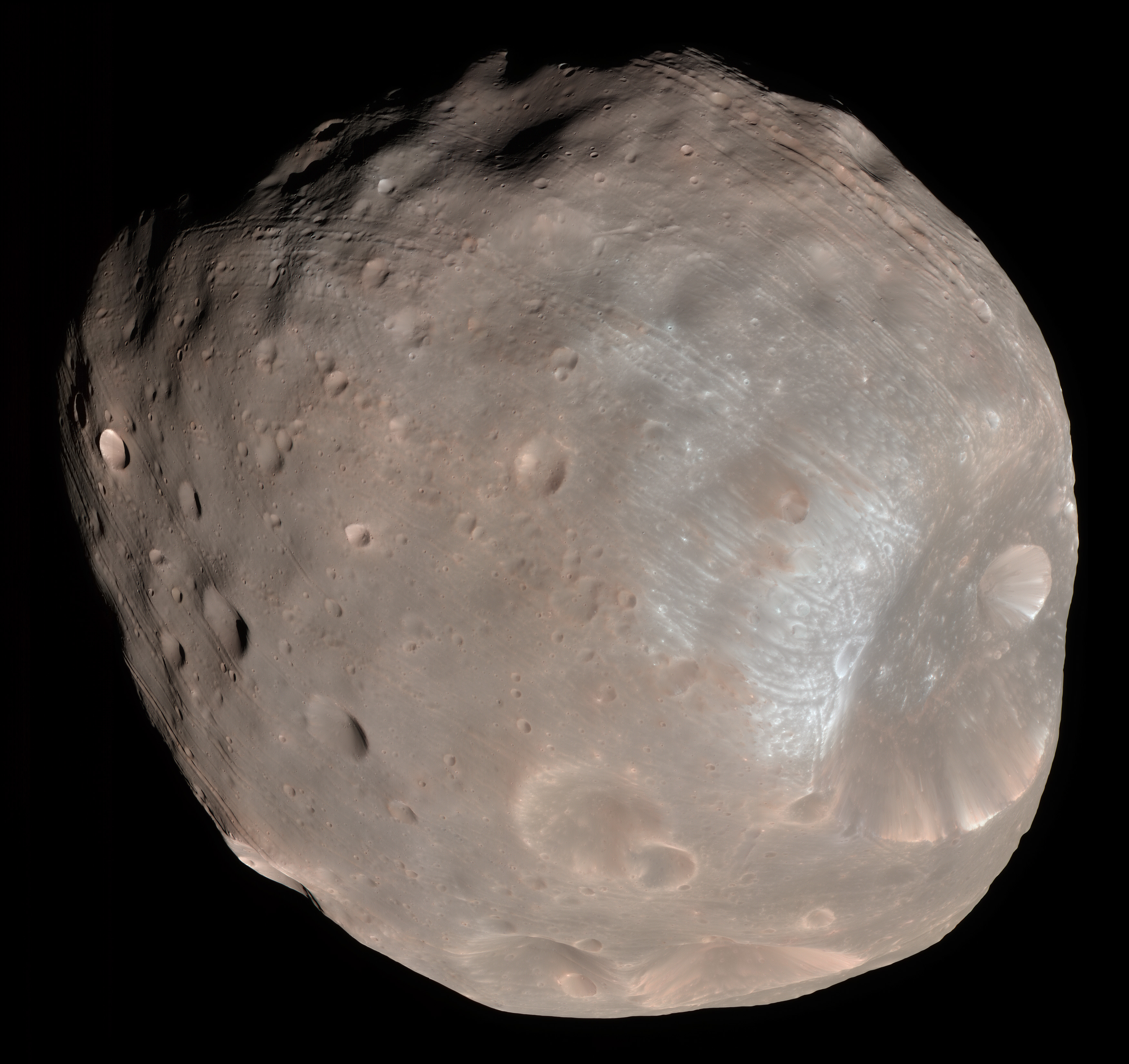
قمر مریخی فوبوس به عنوان یک هدف علمی و اکتشافی پیشنهاد شد

کمپ اصلی مریخ (MBC) یک مدارگرد آزمایشگاهی مریخ است که توسط ناسا به شرکت لاکهید مارتین در ایالات متحده سفارش داده شده بود. این دستگاه از ایده‌ها و همچنین تجارب اثبات شده اوریون (فضاپیما) که توسط لاکهید مارتین ساخته شده، استفاده خواهد کرد.
ایده کمپ اصلی مریخ طرح پیشنهادی به ناسا برای ترابری فضایی عمیق بود، تا به صورت یک فضاپیمای سرنشین‌دار بین سیاره‌ای، برای پشتیبانی از ماموریت‌های اکتشافی علمی به مریخ تا ۱۰۰۰ روز بکار گرفته‌شود. این بخشی از یک طرح بزرگتر است که شامل ایستگاه فضایی دروازه ماه می‌باشد.

## تاریخچه
این ایده در مه ۲۰۱۶ توسط شرکت لاکهید مارتین منتشر شد که طرحی شامل یک فضاپیما برای حمل انسان به مدار مریخ و انجام عملیات در مدار مریخ بود. کمپ اصلی مریخ بسیاری از فناوری‌های در حال توسعه ناسا یا اهداف فناوری در زمان دهه ۲۰۱۰ را مهار می‌کند.